# شو آسوکه
شو آسوکه (انگلیسی: Sho Asuke؛ زادهٔ ۲۸ اکتبر ۱۹۸۵) بازیکن فوتبال اهل ژاپن است.
از باشگاه‌هایی که در آن بازی کرده‌است می‌توان به باشگاه فوتبال توکیو وردی اشاره کرد.